# Oulimnius major
Oulimnius major là một loài bọ cánh cứng trong họ Elmidae. Loài này được Rey miêu tả khoa học năm 1889.